# Boea rosselensis
Boea rosselensis är en tvåhjärtbladig växtart som beskrevs av Brian Laurence Burtt. Boea rosselensis ingår i släktet Boea och familjen Gesneriaceae. Inga underarter finns listade i Catalogue of Life.